# 澳門同性結合
2013年3月28日，澳門立法會議員高天賜提出《同性民事結合》法案，表示將把同性結合合法化，這或許使得澳門成為亞洲第一個認可同性結合或同性婚姻的地區，但議案以17票反對、3票棄權、1票贊成而遭到否決。有議員直言，相關法律是令人類滅絕的法律，人類需要繁衍，法案與此背道而馳。惟事實上一個人的性取向不會因議會通過同性結合／婚姻法而有所轉變，實際上每個人的性傾向皆形成於童年或青少年早期，長大後便不會輕易改變，與身俱來的因素佔大多數，而同性戀只佔人口一小部份，對人類繁殖不會帶來影響，法案的用意只為保障不同性取向人士的基本權利，使之與異性戀者擁有的權利看齊。